# 馬勉
马勉（?—145年），阴陵（今安徽定远）人，东汉中期起事领袖。建康元年（144年）十一月，和同乡徐凤在当涂山中起事，徐凤穿绛衣，带黑绶，称无上将军，马勉戴皮冠、穿黄衣，带玉印，称黄帝，筑营，进攻合肥。次年三月，九江都尉滕抚与中郎将赵序助御史中丞冯绲，围剿马勉。马勉、徐凤相继被杀。